# Жумыскер (Восточно-Казахстанская область)
Жумыскер (каз. Жұмыскер) — упразднённое село в Кокпектинском районе Восточно-Казахстанской области Казахстана. Входило в состав Кокжайыкского сельского округа. Код КАТО — 635039105. Ликвидировано в 2009 г.

## Население
В 1999 году население села составляло 75 человек (39 мужчин и 36 женщин). По данным переписи 2009 года, в селе проживало 20 человек (16 мужчин и 4 женщины).